# Großbrembach
Großbrembach är en ortsteil i kommunen Buttstädt i Landkreis Sömmerda i förbundslandet Thüringen i Tyskland. Großbrembach var en kommun fram till den 1 januari 2019 när den uppgick i Buttstädt. Großbrembach hade 694 invånare 2018.